# American Town
American Town is een nummer van de Britse singer-songwriter Ed Sheeran uit 2023. Het is de enige single van zijn zevende studioalbum Autumn Variations.

## Achtergrondinformatie
"American Town" werd beschreven als de "de facto" opvolger van Galway Girl, Sheeran zingt namelijk over verliefd worden op een Engels meisje in een Amerikaanse stad. De ballad is geïnspireerd op Sheerans Amerikaanse vrouw Cherry Seaborn, en de warme momenten die ze thuis meemaken met hun twee dochters. De tekst schetst een beeld van de relatie tussen Sheeran en Seaborn, waarin Engelse en Amerikaanse invloeden worden gemengd. In de tekst reflecteert Sheeran op de gevoelens van opwinding en verliefdheid aan het begin van hun relatie.
Het nummer werd een kleine hit in Europa en bereikte het 27e positie in Sheerans thuisland het Verenigd Koninkrijk. Ook in het Nederlandse taalgebied kende het nummer bescheiden succes; met een 32e positie in de Nederlandse Top 40, en een 15e positie in de Vlaamse Ultratop 50.

## Tracklijst
Muziekdownload
1. "American Town" - 3:18